# Раджанг
Раджа́нг (Реджа́нг; малайск. Sungai Rajang, Batang Rajang) — река на северо-западе острова Калимантан (штат Саравак, Малайзия).
Длина реки составляет 563 км, площадь бассейна — 60 000 км² (или 50 707 км²). Годовой сток — около 85 км³. Расход воды — 2510 м³/с.
Раджанг берёт начало на склонах хребта Иран на высоте около 2000 м, протекает преимущественно в западном направлении по холмистой равнине и впадает в Южно-Китайское море, образуя заболоченную дельту площадью свыше 3000 км².
Многоводна в течение года. В верховьях и среднем течении река порожистая, в нижнем — судоходна, доступна для морских судов до города Сибу (130 км от устья).